# Ama-gi

Ama-gi en escriptura cuneïforme de l'idioma sumeri

Ama-gi, escrit 𒂼𒄄 (ama-gi) o 𒂼𒅈𒄄 (ama-ar-gi), és una paraula sumèria que expressa la manumissió dels esclaus. Traduïda literalment, significa "retorn a la mare" en la mesura que els antics esclaus "retornaven a les seves mares" (i.e., alliberats). Es creu que és la primera expressió escrita del concepte de llibertat, sent trobada en document d'argila escrit al voltant de l'any 2300 a. C. a la ciutat-estat de Lagash.
La inscripció correspon al temps en què Urukagina va assumir el poder a la regió de Lagash, després d'una revolta contra els augments massius d'impostos, quan ell va permetre a grans segments de la població abandonar el traball obligatori. Tota la reforma va ser designada com "amar-gi", la qual cosa significa que estaven en llibertat per a tornar a casa, i va incloure també l'eliminació de moltes restriccions impopulars i la devolució de les seves propietats confiscades.
L'escriptura cuneïforme Ama-gi ha estat adoptada com a símbol de diverses agrupacions llibertàries, popularitzant-la. El periòdic de la Hayek Society del London School of Economics es titula Mestressa-gi. Una versió del símbol és usada com a logotip de marca de la signatura editorial dels Estats Units, Liberty Fund. Al Perú el símbol és usat per l'Institut Polític per a la Llibertat. A Costa Rica es va formar un institut liberal anomenat Amagi.